# 창춘 대학
창춘 대학(중국어 간체자: 长春大学, 정체자: 長春大學, 병음: Chángchūn Dàxué, Changchun University)은 지린성(吉林省) 창춘시(长春市)에 있는 종합대학이다. 1946년 창립되어 4만명 이상의 졸업생을 배출하였다.

## 역사

### 연혁
- 1946년 국립장춘대학 농과대학(农学院)
- 1949년——1952년 장춘공업회계통계전문학교(长春工业会计统计专门学校)
- 1952년——1954년 동북공업회계통계전문학교(东北工业会计统计专科学校)
- 1954년——1958년 장춘공업계획경제학교(长春工业计划经济学校)
- 1958년——1960년 장춘야금전문학교(长春冶金专科学校)
- 1960년——1962년 길림광업야금대학(吉林矿冶学院)
- 1962년——1970년 길림성공업학교(吉林省工业学校)
- 1970년——1983년 길림성기계공업학교(吉林省机械工业学校)
- 1983년——1987년 길림기전전문학교(吉林机电专科学校)
- 1987년——현재 장춘대학(长春大学) - 길림과기대학, 길림기전전문학교, 장춘외국어전문학교, 장춘직업대학 등 4개 학교 합병으로 성립

### 합병 후의 장춘대학
현재의 장춘대학은 국가교육위(国家教委)의 비준(批准)을 통해，4개 대학의 합병으로 조직된 성립(省立) 종합대학이다. 1987년 6월 李鹏이 “立足地方，面向未来”를 교훈으로 성립시켰다.
2개의 캠퍼스와 교육실천 및 과학연구실험기지로 구성되며, 전체 118만여평방미터, 도서관장서는 110만 여권이다. 17개 대학, 38개 전공으로 구성된다.

## 캠퍼스

### 주변환경
장춘시 인민대가(人民大街)와 위성로(卫星路) 부근에 위치

## 조직기구

#### 대학(学院)
1. 기계공정대학(机械工程学)
2. 전자통신공정대학(电子信息工程学院)
3. 관리대학(管理学院)
4. 컴퓨터대학(计算机学院)
5. 외국어대학(外国语学院)
6. 특수교육대학(特殊教育学院)
7. 인문대학(人文学院)
8. 이과대학(理学院)
9. 경제대학(经济学院)
10. 생물과학기술대학(生物科学技术学院)
11. 차이뽀스국제대학(莱佛士国际学院)
12. 광화대학(光华学院）
13. 여행대학(旅游学院)
14. 국제대학(国际学院)
15. 성인교육대학(成人教育学院)

#### 전공(系别)
회계학(会计学)、재무관리(财务管理)、여행관리(旅游管理)、물류관리(物流管理)、공상관리(工商管理)、시장마케팅(市场营销)、문화산업관리(文化产业管理)、경제학(经济学)、국제경제 및 무역(国际经济与贸易)、금융학(金融学)、정치학 및 행정학(政治学与行政学)、특수교육(特殊教育)、교육기술학(教育技术学)、한어언문학(汉语言文学)、대외한어(对外汉语)、영어(英语)、러시아어(俄语)、일어(日语)、음악학(音乐学)、음악공연(音乐表演)、그림(绘画)、예술디자인(艺术设计)、수학 및 응용수학(数学与应用数学)、통신 및 컴퓨터학(信息与计算科学)、통계학(统计学)、산업디자인(工业设计)、기계공정자동화(机械工程及其自动化)、자동화(自动化)、전자통신공정(电子信息工程)、통신공정(通信工程)、컴퓨터과학 및 기술(计算机科学与技术)、소프트웨어공정(软件工程)、네트워크공정(网络工程)、전기공정자동화(电气工程及其自动化)、환경공정(环境工程)、식품과학 및 공정(食品科学与工程)、원예산림(园林)、자동차서비스공정(汽车服务工程)、차량공정(车辆工程)、침술학(针灸推拿学)、공업공정(工业工程)、측공기술 및 의기(测控技术与仪器)

#### 연구기구(科研机构)
1. 농산품가공길림성보통고교중점실험실(农产品加工吉林省普通高校重点实验室)
2. 등소평이론 및 3개대표 중요사상연구소(邓小平理论与“三个代表”重要思想研究所)
3. 응용물리연구소
4. 응용기술연구소
5. 특수교육연구소
6. 고등교육연구소
7. 농업후산업공정연구소(农业后产业化工程研究所)
8. 만주문화연구센터(萨满文化研究中心)
9. 통신기술연구소(信息技术研究所)
10. 기업통신화연구소(企业信息化研究所)
11. 회계이론 및 응용연구소(会计理论与应用研究所)
12. 언어문자연구소(语言文字研究所)
13. 응용수학연구소
14. 비교언어연구소(中外语言比较研究所)
15. 원예산림연구소(园林研究所)
16. 국가시장고등교육자원센터(国家视障高等教育资源中心)
17. 고등교육연구실

### 행정기관(行政系统)
1. 행정실(学校办公室)
2. 교무처
  1. 입학팀(招生办)
3. 학생직업처(学生工作处)
  1. 졸업생취업지도센터(毕业生就业指导中心)
  2. 장학대출센터(助学贷款中心)
4. 과학연구처(科研处)
5. 인사처(人事处)
6. 외무처(外事处)
7. 보건처(保卫处)
8. 계획재무처(计划财务处)
9. 심계처(审计处)
10. 감찰처(监察处)
11. 자산관리처(资产管理处)
12. 학보편집부(学报编辑部)
13. 후근관리처(后勤管理处)
14. 후근총회사(后勤总公司)
15. 기업관리사무실(企业管理办公室)
16. 이직퇴직휴직처(离退休工作处)
17. 도서관(图书馆)
18. 보건소(校医院)

### 당군기관(党群系统)
1. 조직부(组织部)
2. 당교(党校)
3. 선전부(宣传部)
4. 기록위원회사무실(纪委办公室)
5. 통전부(统战部)
6. 학생직업부(学生工作部)
7. 공회(工会)
8. 단위(团委)
9. 교관공위(校关工委)

## 학생 및 교수
학생은 약 12000명이며, 교수진은 부교수(副教授) 등 포함 300여 명이다.

### 학생조직

#### 학생회
학생회는 학교 당위(党委)의 영도 및 학교 단위(团委)의 지도 아래 활동하는 학생조직이다.
1. 주석
2. 부주석(副主席)
3. 생활부
4. 문예부
5. 학습부
6. 체육부
7. 선전부
8. 보위감찰부(保卫监察部)

#### 동아리연합회(社团联合会)
단위(团委)를 통해 학교 당위(党委)의 위탁관리를 받는 자원(自愿)을 원칙으로 조직 및 참가하는 학생조직이다.
- - 주석단(主席团)
  - 비서처
  - 획책부(策划部)
  - 재무부(财务部)
  - 선전부
  - 네트워크기술부(网络技术部)
- 산하:

주석、부주석(副主席)、비서장、부비서장(副秘书长)、음악협회、체육동아리부(体育类社团部)、외연부(外联部)、과기학술동아리부(科技学术类社团部)、공익동아리부(公益类社团部)、재무부(财务部)、예술활동부(文艺类活动部)、취미동아리부(兴趣类社团部)、선전부、영어협회、언어문자협회(语言文字协会)、심어협회(心语协会)、심리협회、무도협회(舞蹈协会)、태권도협회、촬영협회、만화협회、여행협회(旅游协会)、농구협회(篮球协会)、군사애호자협회、성공협회(成功协会)、애심협회(爱心协会)。

## 교풍
교풍(校风)은“同德、同心、同济，奋斗进取，务实求强”
교직원풍(教风)은“严谨、严肃、严格、言传身教、育人精良”
학생풍(学风)은“勤学、勤思、勤做，立志成才，健康向上”이다.

## 학교 동문

### 저명 인물
- 周云蓬 - 민요(民谣) 가수